# Masayuki Yui
Pour les articles homonymes, voir Yui.
Masayuki Yui (油井 昌由樹, Yui Masayuki), né le 21 septembre 1947 dans la préfecture de Kanagawa (Japon), est un acteur et seiyū japonais.

## Biographie
Masayuki Yui tourne notamment à quatre reprises dans des films d'Akira Kurosawa.

## Filmographie sélective

### Au cinéma
- 1980 : Kagemusha, l'ombre du guerrier (影武者, Kagemusha?) d'Akira Kurosawa : Ieyasu Tokugawa
- 1985 : Ran (乱, Ran?) d'Akira Kurosawa : Tango Hirayama
- 1987 : Otoko wa tsurai yo: Shiretoko bojō (男はつらいよ 知床慕情?) de Yōji Yamada : Hamanasu no Jôren Kyaku
- 1989 : Banana shūto saiban (バナナシュート裁判?) de Tōsuke Satō (ja) : Sojiiro Inoko
- 1989 : Maihime (舞姫?) de Masahiro Shinoda : le secrétaire d'État
- 1990 : Rêves (夢, Yume?) d'Akira Kurosawa : membre de l'équipe d'alpinistes
- 1993 : Madadayo (まあだだよ, Mādadayo?) d'Akira Kurosawa : Kiriyama
- 1996 : Shiberia chōtokkyū (シベリア超特急?) de Haruo Mizuno (ja) : narrateur
- 1996 : Gakko II (学校II, Gakkō II?) de Yōji Yamada
- 1998 : Tokyo Eyes de Jean-Pierre Limosin : le manager
- 2001 : Chungkai, le camp des survivants (To End All Wars) de David L. Cunningham : le capitaine Noguchi
- 2002 : Yoru o kakete
- 2007 : Watch with Me: Sotsugyou shiashin
- 2009 : Shattaazu 4 : Kurazo Shimada
- 2009 : Jitensha : vieil homme
- 2010 : Rimembaa hoteru
- 2010 : Hisshiken torisashi : Ohba
- 2011 : Persimmon : Hasegawa
- 2012 : Kono sora no hana: Nagaoka hanabi monogatari : Zenjiro
- 2014 : Senrigan : Gankane-san
- 2014 : Hajimari no shiken : vieil homme

### À la télévision
- 2002 : Kurosawa Akira: Tsukuru to iu koto wa subarashii